# Pagan's Motorcycle Club
I Pagan's Motorcycle Club (Club di motociclismo pagano)  o semplicemente i "Pagans" è un club motociclistico disallineato dall'associazione AMA e secondo l'FBI presunta organizzazione criminale formata da Lou Dobkin nel 1959 nella Contea di Prince George's, nel Maryland (Stati Uniti).
Il club si espanse rapidamente e dal 1965, I Pagans, originariamente vestiti in giacche di jeans blu con moto Triumph, ha cominciato a evolversi sulla falsariga di quello stereotipo dei club di moto "one percenter".
Lottano per il territorio con il motoclub degli Hells Angels, i Fates Assembly MC e altri.
È attivo in 13 stati: Delaware, Florida, Kentucky, Maryland, New Jersey, New York, Carolina del Nord, Ohio, Pennsylvania, Carolina del Sud, Michigan, Virginia e Virginia Occidentale.Si stima che abbiano 900-1.100 membri